# باشگاه فوتبال اوتولی یوث
اوتولی یوث یک تیم فوتبال انجمنی از پاگو پاگو، ساموآی آمریکا است. آنها در لیگ بزرگسالان ساموآی آمریکا بازی می‌کنند. آنها دو بار قهرمان لیگ داخلی در سال‌های ۲۰۱۴ و ۲۰۱۵ و یک بار جام حذفی را در سال ۲۰۱۴ به دست آوردند.

## افتخارات
- لیگ بزرگسالان ساموآی آمریکا: ۲ قهرمانی
- جام حذفی ساموآی آمریکا: ۱ قهرمانی

## حضور در مسابقات اقیانوسیه
| فصل  | مرحله   | حریف             | نتیجه |
| ---- | ------- | ---------------- | ----- |
| ۲۰۱۶ | مقدماتی | کیوی             | ۶-۲   |
| ۲۰۱۶ | مقدماتی | ویتونگو          | ۲-۳   |
| ۲۰۱۶ | مقدماتی | توپاپا مارائرنگا | ۹-۱   |
| ۲۰۱۷ | مقدماتی | لوپه اوله سواگا  | ۴-۳   |
| ۲۰۱۷ | مقدماتی | ویتونگو          | ۳-۱   |
| ۲۰۱۷ | مقدماتی | پوایکورا         | ۳-۱   |